# Lysogorsky (huyện)
Huyện Lysogorsky (tiếng Nga: ? райо́н) là một huyện hành chính tự quản (raion), của Tỉnh Saratov, Nga. Huyện có diện tích 2351 kilômét vuông, dân số thời điểm ngày 1 tháng 1 năm 2000 là 21800 người. Trung tâm của huyện đóng ở Lysye Gory.